# Zivilgesetzbuch der Litauischen Sozialistischen Sowjetrepublik
Das Zivilgesetzbuch der Litauischen Sozialistischen Sowjetrepublik (lit. Lietuvos Tarybų Socialistinės Respublikos civilinis kodeksas, LTSR CK) war eine umfassende Privatrechtskodifikation und Hauptrechtsquelle des litauischen Zivilrechts. Das Gesetz wurde vom Obersten Sowjet der LiSSR am 7. Juli 1964 verabschiedet und trat am 1. Januar 1965 in Kraft. Der Zivilkodex bestand aus einer ideologisierten Präambel mit zahlreichen kommunistischen Losungen und 610 Artikeln, 8 Kapiteln und 50 Unterkapiteln. Der Nachfolger des Zivilgesetzbuches war das Zivilgesetzbuch der Republik Litauen von 2000.